# Phare Kakokefali
Le phare Kakokefali est situé à Chalcis en Grèce. Il est achevé en 1886.

## Caractéristiques
Le phare est une tour carrée de pierres, accolée à la maison du gardien, dont le dôme de la lanterne est de couleur verte. Il s'élève à 21 mètres au-dessus de la mer Égée. Il délimite l'entrée Nord de l'étroit passage entre l'île d'Eubée et le continent.

## Codes internationaux
- ARLHS[2] : GRE-075
- NGA : 16328
- Admiralty[3] : E 4378

## Source
(en) [PDF] List of lights radio aids and fog signals - 2011 - The west coasts of Europe and Africa, the mediterranean sea, black sea an Azovskoye more (sea of Azov) (la liste des phares de l'Europe, selon la National Geospatial - Intelligence Agency)- Version 2011 - National Geospatial - Intelligence Agency